# Eleições autárquicas portuguesas de 1979 no distrito do Porto
| Eleições autárquicas portuguesas de 1979 Distritos: Aveiro \| Beja \| Braga \| Bragança \| Castelo Branco \| Coimbra \| Évora \| Faro \| Guarda \| Leiria \| Lisboa \| Portalegre \| Porto \| Santarém \| Setúbal \| Viana do Castelo \| Vila Real \| Viseu \| Açores \| Madeira |

## Resultados por concelho
Os resultados nos concelhos do Distrito do Porto foram os seguintes:

### Amarante
| Partido                 | Partido                   | Votos  | %               | +/-   | Vereadores | +/-     |
| ----------------------- | ------------------------- | ------ | --------------- | ----- | ---------- | ------- |
|                         | Partido Social Democrata  | 10 327 | 44,07 / 100,00  | 0,30  | 4 / 7      | Estável |
|                         | Partido Socialista        | 7 190  | 30,69 / 100,00  | 0,54  | 3 / 7      | Estável |
|                         | Centro Democrático Social | 2 293  | 9,79 / 100,00   | 2,05  | 0 / 7      | Estável |
|                         | Aliança Povo Unido        | 2 127  | 9,08 / 100,00   | 1,66  | 0 / 7      | Estável |
|                         | União Democrática Popular | 398    | 1,70 / 100,00   | -     | 0 / 7      | -       |
|                         | PCTP/MRPP                 | 226    | 0,96 / 100,00   | 0,05  | 0 / 7      | Estável |
| Votos Inválidos         | Votos Inválidos           | 870    | 3,71 / 100,00   | 1,45  |            |         |
| Total                   | Total                     | 23 431 | 100,00 / 100,00 |       | 7 / 7      |         |
| Eleitorado/Participação | Eleitorado/Participação   | 31 299 | 74,86 / 100,00  | 12,42 |            |         |

### Baião
| Partido                 | Partido                 | Votos  | %               | +/-   | Vereadores | +/-     |
| ----------------------- | ----------------------- | ------ | --------------- | ----- | ---------- | ------- |
|                         | Aliança Democrática     | 5 071  | 46,93 / 100,00  | Novo  | 4 / 7      | Novo    |
|                         | Partido Socialista      | 4 212  | 38,98 / 100,00  | 5,94  | 3 / 7      | Estável |
|                         | Aliança Povo Unido      | 869    | 8,04 / 100,00   | 0,43  | 0 / 7      | Estável |
| Votos Inválidos         | Votos Inválidos         | 654    | 6,05 / 100,00   | 3,08  |            |         |
| Total                   | Total                   | 10 806 | 100,00 / 100,00 |       | 7 / 7      |         |
| Eleitorado/Participação | Eleitorado/Participação | 15 757 | 68,58 / 100,00  | 20,39 |            |         |

### Felgueiras
| Partido                 | Partido                 | Votos  | %               | +/-  | Vereadores | +/-     |
| ----------------------- | ----------------------- | ------ | --------------- | ---- | ---------- | ------- |
|                         | Partido Socialista      | 9 575  | 44,85 / 100,00  | 9,85 | 4 / 7      | 1       |
|                         | Aliança Democrática     | 9 411  | 44,08 / 100,00  | Novo | 3 / 7      | Novo    |
|                         | Aliança Povo Unido      | 1 716  | 8,04 / 100,00   | 1,16 | 0 / 7      | Estável |
| Votos Inválidos         | Votos Inválidos         | 647    | 3,03 / 100,00   | 1,85 |            |         |
| Total                   | Total                   | 21 349 | 100,00 / 100,00 |      | 7 / 7      |         |
| Eleitorado/Participação | Eleitorado/Participação | 27 109 | 78,75 / 100,00  | 7,91 |            |         |

### Gondomar
| Partido                 | Partido                   | Votos  | %               | +/-  | Vereadores | +/-     |
| ----------------------- | ------------------------- | ------ | --------------- | ---- | ---------- | ------- |
|                         | Aliança Democrática       | 24 978 | 38,97 / 100,00  | Novo | 4 / 9      | Novo    |
|                         | Partido Socialista        | 23 896 | 37,28 / 100,00  | 0,19 | 3 / 9      | 1       |
|                         | Aliança Povo Unido        | 12 817 | 19,99 / 100,00  | 1,39 | 2 / 9      | Estável |
|                         | União Democrática Popular | 694    | 1,08 / 100,00   | -    | 0 / 9      | -       |
|                         | PCTP/MRPP                 | 341    | 0,53 / 100,00   | 0,59 | 0 / 9      | Estável |
| Votos Inválidos         | Votos Inválidos           | 1 377  | 2,14 / 100,00   | 1,12 |            |         |
| Total                   | Total                     | 64 103 | 100,00 / 100,00 |      | 9 / 9      |         |
| Eleitorado/Participação | Eleitorado/Participação   | 83 048 | 77,19 / 100,00  | 6,32 |            |         |

### Lousada
| Partido                 | Partido                 | Votos  | %               | +/-  | Vereadores | +/-     |
| ----------------------- | ----------------------- | ------ | --------------- | ---- | ---------- | ------- |
|                         | Aliança Democrática     | 8 299  | 51,59 / 100,00  | Novo | 4 / 7      | Novo    |
|                         | Partido Socialista      | 5 484  | 34,09 / 100,00  | 1,40 | 3 / 7      | Estável |
|                         | Aliança Povo Unido      | 1 598  | 9,93 / 100,00   | 4,07 | 0 / 7      | Estável |
|                         | PCTP/MRPP               | 247    | 1,54 / 100,00   | -    | 0 / 7      | -       |
| Votos Inválidos         | Votos Inválidos         | 460    | 2,86 / 100,00   | 2,92 |            |         |
| Total                   | Total                   | 16 088 | 100,00 / 100,00 |      | 7 / 7      |         |
| Eleitorado/Participação | Eleitorado/Participação | 21 109 | 76,21 / 100,00  | 8,49 |            |         |

### Maia
| Partido                 | Partido                   | Votos  | %               | +/-  | Vereadores | +/-     |
| ----------------------- | ------------------------- | ------ | --------------- | ---- | ---------- | ------- |
|                         | Aliança Democrática       | 17 836 | 45,63 / 100,00  | Novo | 5 / 9      | Novo    |
|                         | Partido Socialista        | 14 077 | 36,02 / 100,00  | 3,49 | 3 / 9      | Estável |
|                         | Aliança Povo Unido        | 5 601  | 14,33 / 100,00  | 1,65 | 1 / 9      | Estável |
|                         | União Democrática Popular | 480    | 1,23 / 100,00   | -    | 0 / 9      | -       |
|                         | PCTP/MRPP                 | 390    | 1,00 / 100,00   | -    | 0 / 9      | -       |
| Votos Inválidos         | Votos Inválidos           | 701    | 1,79 / 100,00   | 1,51 |            |         |
| Total                   | Total                     | 39 085 | 100,00 / 100,00 |      | 9 / 9      | 2       |
| Eleitorado/Participação | Eleitorado/Participação   | 51 053 | 76,56 / 100,00  | 5,96 |            |         |

### Marco de Canaveses
| Partido                 | Partido                   | Votos  | %               | +/-   | Vereadores | +/-     |
| ----------------------- | ------------------------- | ------ | --------------- | ----- | ---------- | ------- |
|                         | Aliança Democrática       | 11 853 | 58,44 / 100,00  | Novo  | 5 / 7      | Novo    |
|                         | Partido Socialista        | 5 780  | 28,50 / 100,00  | 2,00  | 2 / 7      | 1       |
|                         | Aliança Povo Unido        | 1 788  | 8,82 / 100,00   | 1,36  | 0 / 7      | Estável |
|                         | União Democrática Popular | 364    | 1,79 / 100,00   | -     | 0 / 7      | -       |
| Votos Inválidos         | Votos Inválidos           | 498    | 2,45 / 100,00   | 2,10  |            |         |
| Total                   | Total                     | 20 283 | 100,00 / 100,00 |       | 7 / 7      |         |
| Eleitorado/Participação | Eleitorado/Participação   | 26 521 | 76,48 / 100,00  | 13,61 |            |         |

### Matosinhos
| Partido                 | Partido                   | Votos  | %               | +/-  | Vereadores | +/-     |
| ----------------------- | ------------------------- | ------ | --------------- | ---- | ---------- | ------- |
|                         | Partido Socialista        | 29 700 | 42,43 / 100,00  | 0,86 | 4 / 9      | 1       |
|                         | Aliança Democrática       | 26 310 | 37,59 / 100,00  | Novo | 4 / 9      | Novo    |
|                         | Aliança Povo Unido        | 10 964 | 15,66 / 100,00  | 3,74 | 1 / 9      | Estável |
|                         | União Democrática Popular | 1 857  | 2,65 / 100,00   | -    | 0 / 9      | -       |
| Votos Inválidos         | Votos Inválidos           | 1 162  | 1,66 / 100,00   | 1,52 |            |         |
| Total                   | Total                     | 69 993 | 100,00 / 100,00 |      | 9 / 9      |         |
| Eleitorado/Participação | Eleitorado/Participação   | 91 076 | 76,85 / 100,00  | 4,34 |            |         |

### Paços de Ferreira
| Partido                 | Partido                   | Votos  | %               | +/-   | Vereadores | +/-     |
| ----------------------- | ------------------------- | ------ | --------------- | ----- | ---------- | ------- |
|                         | Partido Social Democrata  | 8 249  | 45,25 / 100,00  | 10,56 | 4 / 7      | 1       |
|                         | Centro Democrático Social | 5 129  | 28,13 / 100,00  | 4,49  | 2 / 7      | Estável |
|                         | Partido Socialista        | 3 141  | 17,23 / 100,00  | 11,94 | 1 / 7      | 1       |
|                         | Aliança Povo Unido        | 1 374  | 7,54 / 100,00   | 1,40  | 0 / 7      | Estável |
| Votos Inválidos         | Votos Inválidos           | 337    | 1,85 / 100,00   | 1,71  |            |         |
| Total                   | Total                     | 18 230 | 100,00 / 100,00 |       | 7 / 7      |         |
| Eleitorado/Participação | Eleitorado/Participação   | 23 178 | 78,65 / 100,00  | 10,99 |            |         |

### Paredes
| Partido                 | Partido                   | Votos  | %               | +/-   | Vereadores | +/-     |
| ----------------------- | ------------------------- | ------ | --------------- | ----- | ---------- | ------- |
|                         | Centro Democrático Social | 11 833 | 41,36 / 100,00  | 8,86  | 4 / 7      | 1       |
|                         | Partido Social Democrata  | 8 637  | 30,19 / 100,00  | 4,39  | 2 / 7      | Estável |
|                         | Partido Socialista        | 5 455  | 19,07 / 100,00  | 10,55 | 1 / 7      | 1       |
|                         | Aliança Povo Unido        | 2 037  | 7,12 / 100,00   | 0,59  | 0 / 7      | Estável |
| Votos Inválidos         | Votos Inválidos           | 648    | 2,26 / 100,00   | 1,73  |            |         |
| Total                   | Total                     | 28 610 | 100,00 / 100,00 |       | 7 / 7      |         |
| Eleitorado/Participação | Eleitorado/Participação   | 36 675 | 78,01 / 100,00  | 9,46  |            |         |

### Penafiel
| Partido                 | Partido                 | Votos  | %               | +/-  | Vereadores | +/-     |
| ----------------------- | ----------------------- | ------ | --------------- | ---- | ---------- | ------- |
|                         | Aliança Democrática     | 15 137 | 52,08 / 100,00  | Novo | 4 / 7      | Novo    |
|                         | Partido Socialista      | 10 475 | 36,04 / 100,00  | 4,78 | 3 / 7      | 1       |
|                         | Aliança Povo Unido      | 2 344  | 8,07 / 100,00   | 1,86 | 0 / 7      | Estável |
|                         | PCTP/MRPP               | 470    | 1,62 / 100,00   | -    | 0 / 7      | -       |
| Votos Inválidos         | Votos Inválidos         | 637    | 2,19 / 100,00   | 5,65 |            |         |
| Total                   | Total                   | 29 063 | 100,00 / 100,00 |      | 7 / 7      |         |
| Eleitorado/Participação | Eleitorado/Participação | 35 998 | 80,74 / 100,00  | 9,60 |            |         |

### Porto
| Partido                 | Partido                   | Votos   | %               | +/-  | Vereadores | +/-     |
| ----------------------- | ------------------------- | ------- | --------------- | ---- | ---------- | ------- |
|                         | Aliança Democrática       | 94 544  | 48,67 / 100,00  | Novo | 7 / 13     | Novo    |
|                         | Partido Socialista        | 59 683  | 30,73 / 100,00  | 3,92 | 4 / 13     | 1       |
|                         | Aliança Povo Unido        | 32 505  | 16,73 / 100,00  | 2,96 | 2 / 13     | Estável |
|                         | União Democrática Popular | 3 114   | 1,60 / 100,00   | -    | 0 / 13     | -       |
|                         | PCTP/MRPP                 | 1 141   | 0,59 / 100,00   | 0,21 | 0 / 13     | Estável |
| Votos Inválidos         | Votos Inválidos           | 3 252   | 1,68 / 100,00   | 0,42 |            |         |
| Total                   | Total                     | 194 239 | 100,00 / 100,00 |      | 13 / 13    |         |
| Eleitorado/Participação | Eleitorado/Participação   | 245 110 | 79,25 / 100,00  | 5,88 |            |         |

### Póvoa de Varzim
| Partido                 | Partido                   | Votos  | %               | +/-  | Vereadores | +/-     |
| ----------------------- | ------------------------- | ------ | --------------- | ---- | ---------- | ------- |
|                         | Centro Democrático Social | 10 095 | 40,10 / 100,00  | 9,67 | 3 / 7      | Estável |
|                         | Partido Social Democrata  | 6 083  | 24,16 / 100,00  | 4,86 | 2 / 7      | Estável |
|                         | Partido Socialista        | 6 043  | 24,01 / 100,00  | 2,79 | 2 / 7      | Estável |
|                         | Aliança Povo Unido        | 2 427  | 9,64 / 100,00   | 0,38 | 0 / 7      | Estável |
| Votos Inválidos         | Votos Inválidos           | 525    | 2,08 / 100,00   | 1,66 |            |         |
| Total                   | Total                     | 25 173 | 100,00 / 100,00 |      | 7 / 7      |         |
| Eleitorado/Participação | Eleitorado/Participação   | 32 321 | 77,88 / 100,00  | 4,73 |            |         |

### Santo Tirso
| Partido                 | Partido                 | Votos  | %               | +/-   | Vereadores | +/-  |
| ----------------------- | ----------------------- | ------ | --------------- | ----- | ---------- | ---- |
|                         | Aliança Democrática     | 21 122 | 45,08 / 100,00  | Novo  | 5 / 9      | Novo |
|                         | Partido Socialista      | 20 676 | 44,13 / 100,00  | 10,81 | 4 / 9      | 1    |
|                         | Aliança Povo Unido      | 3 998  | 8,53 / 100,00   | 2,47  | 0 / 9      | 1    |
| Votos Inválidos         | Votos Inválidos         | 1 058  | 2,26 / 100,00   | 1,52  |            |      |
| Total                   | Total                   | 46 854 | 100,00 / 100,00 |       | 9 / 9      |      |
| Eleitorado/Participação | Eleitorado/Participação | 58 797 | 79,69 / 100,00  | 6,47  |            |      |

### Valongo
| Partido                 | Partido                   | Votos  | %               | +/-  | Vereadores | +/-     |
| ----------------------- | ------------------------- | ------ | --------------- | ---- | ---------- | ------- |
|                         | Aliança Democrática       | 12 078 | 42,46 / 100,00  | Novo | 3 / 7      | Novo    |
|                         | Partido Socialista        | 10 139 | 35,65 / 100,00  | 4,85 | 3 / 7      | Estável |
|                         | Aliança Povo Unido        | 5 001  | 17,58 / 100,00  | 3,95 | 1 / 7      | Estável |
|                         | União Democrática Popular | 436    | 1,53 / 100,00   | -    | 0 / 7      | -       |
|                         | PCTP/MRPP                 | 192    | 0,68 / 100,00   | -    | 0 / 7      | -       |
| Votos Inválidos         | Votos Inválidos           | 598    | 2,11 / 100,00   | 1,29 |            |         |
| Total                   | Total                     | 28 444 | 100,00 / 100,00 |      | 7 / 7      |         |
| Eleitorado/Participação | Eleitorado/Participação   | 37 883 | 75,08 / 100,00  | 6,09 |            |         |

### Vila do Conde
| Partido                 | Partido                 | Votos  | %               | +/-   | Vereadores | +/-     |
| ----------------------- | ----------------------- | ------ | --------------- | ----- | ---------- | ------- |
|                         | Partido Socialista      | 16 553 | 53,05 / 100,00  | 11,88 | 4 / 7      | Estável |
|                         | Aliança Democrática     | 11 844 | 37,96 / 100,00  | Novo  | 3 / 7      | Novo    |
|                         | Aliança Povo Unido      | 2 145  | 6,87 / 100,00   | 2,76  | 0 / 7      | Estável |
| Votos Inválidos         | Votos Inválidos         | 659    | 2,12 / 100,00   | 1,66  |            |         |
| Total                   | Total                   | 31 201 | 100,00 / 100,00 |       | 7 / 7      |         |
| Eleitorado/Participação | Eleitorado/Participação | 39 398 | 79,19 / 100,00  | 6,74  |            |         |

### Vila Nova de Gaia
| Partido                 | Partido                   | Votos   | %               | +/-  | Vereadores | +/-  |
| ----------------------- | ------------------------- | ------- | --------------- | ---- | ---------- | ---- |
|                         | Aliança Democrática       | 50 216  | 44,06 / 100,00  | Novo | 5 / 11     | Novo |
|                         | Partido Socialista        | 42 484  | 37,27 / 100,00  | 1,94 | 4 / 11     | 1    |
|                         | Aliança Povo Unido        | 17 145  | 15,04 / 100,00  | 3,08 | 2 / 11     | 1    |
|                         | União Democrática Popular | 1 580   | 1,39 / 100,00   | -    | 0 / 11     | -    |
|                         | PCTP/MRPP                 | 563     | 0,49 / 100,00   | -    | 0 / 11     | -    |
| Votos Inválidos         | Votos Inválidos           | 1 996   | 1,75 / 100,00   | 1,24 |            |      |
| Total                   | Total                     | 113 984 | 100,00 / 100,00 |      | 11 / 11    |      |
| Eleitorado/Participação | Eleitorado/Participação   | 149 139 | 76,43 / 100,00  | 4,70 |            |      |